# Cerro Cuerno (Patagonia)
El cerro Cuerno Blanco es una montaña en el límite entre Argentina y Chile en el campo de hielo patagónico sur. Forma parte del parque nacional Bernardo O'Higgins en su lado chileno y del parque nacional Los Glaciares en su lado argentino, administrativamente se encuentra en la región de Magallanes y de la Antártica Chilena en su lado chileno y en la provincia de Santa Cruz en el argentino. Tiene altitud de 2060 metros sobre el nivel del mar.
Se encuentra en las cercanías del cordón Dos Codos.